# انگمی لکه‌دار برگ‌بزرگ
اَنگُمی لکه‌دار برگ‌بزرگ (نام علمی: Corymbia henryi) نام یک گونه از سرده خون‌درخت‌ها است.
انگم واژه فارسی صمغ و رزین است.